# Långsvansad blåvinge
Långsvansad blåvinge (Lampides boeticus) är en fjärilsart som beskrevs av Linnaeus 1767. Långsvansad blåvinge ingår i släktet Lampides, och familjen juvelvingar.
Vingspannet är 35 millimeter. Arten är en god flygare som förekommer i södra Europa, Afrika och Asien. Arten förekommer tillfälligt i Sverige, men reproducerar sig inte. Inga underarter finns listade.

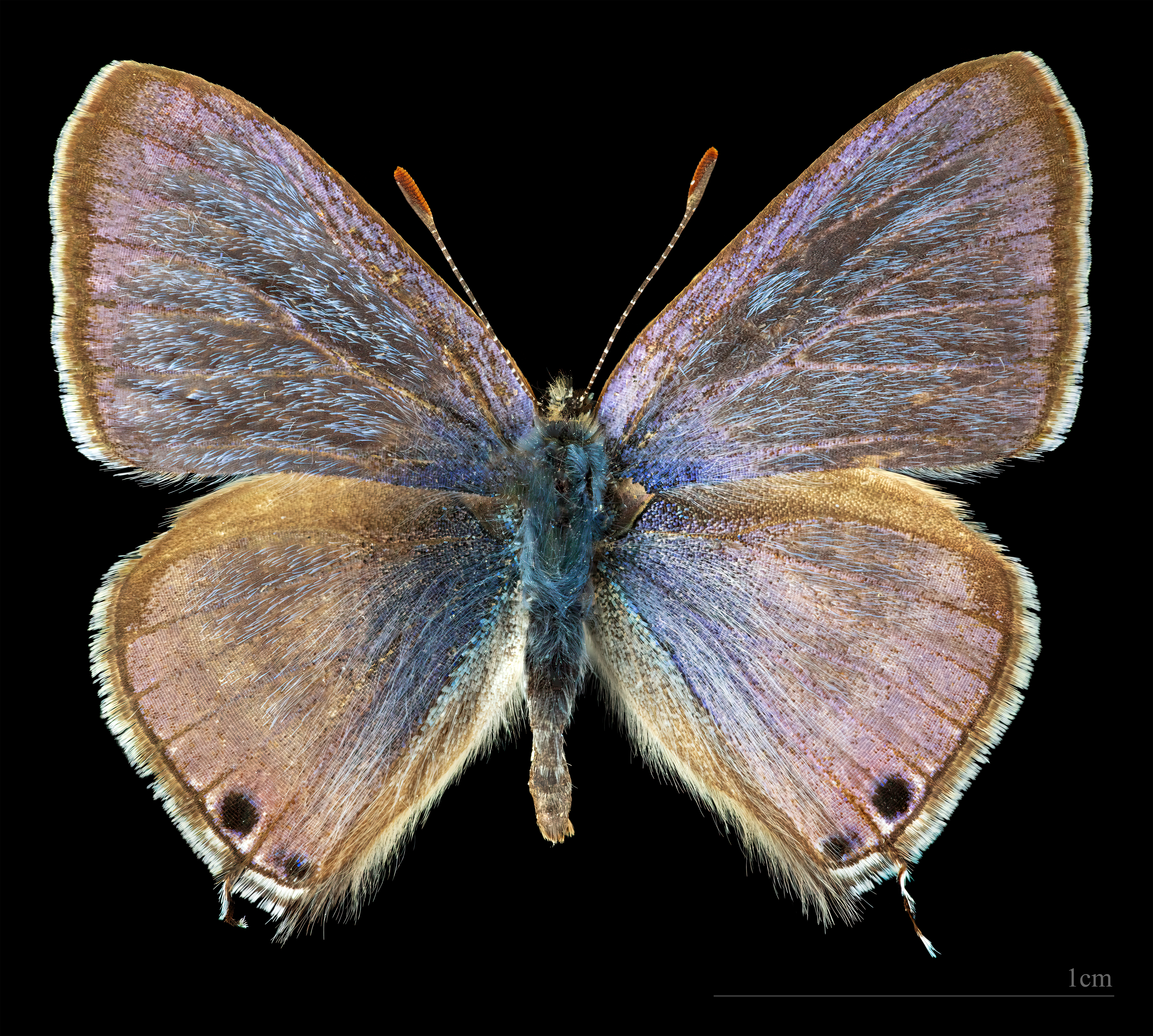
Lampides boeticus ♂
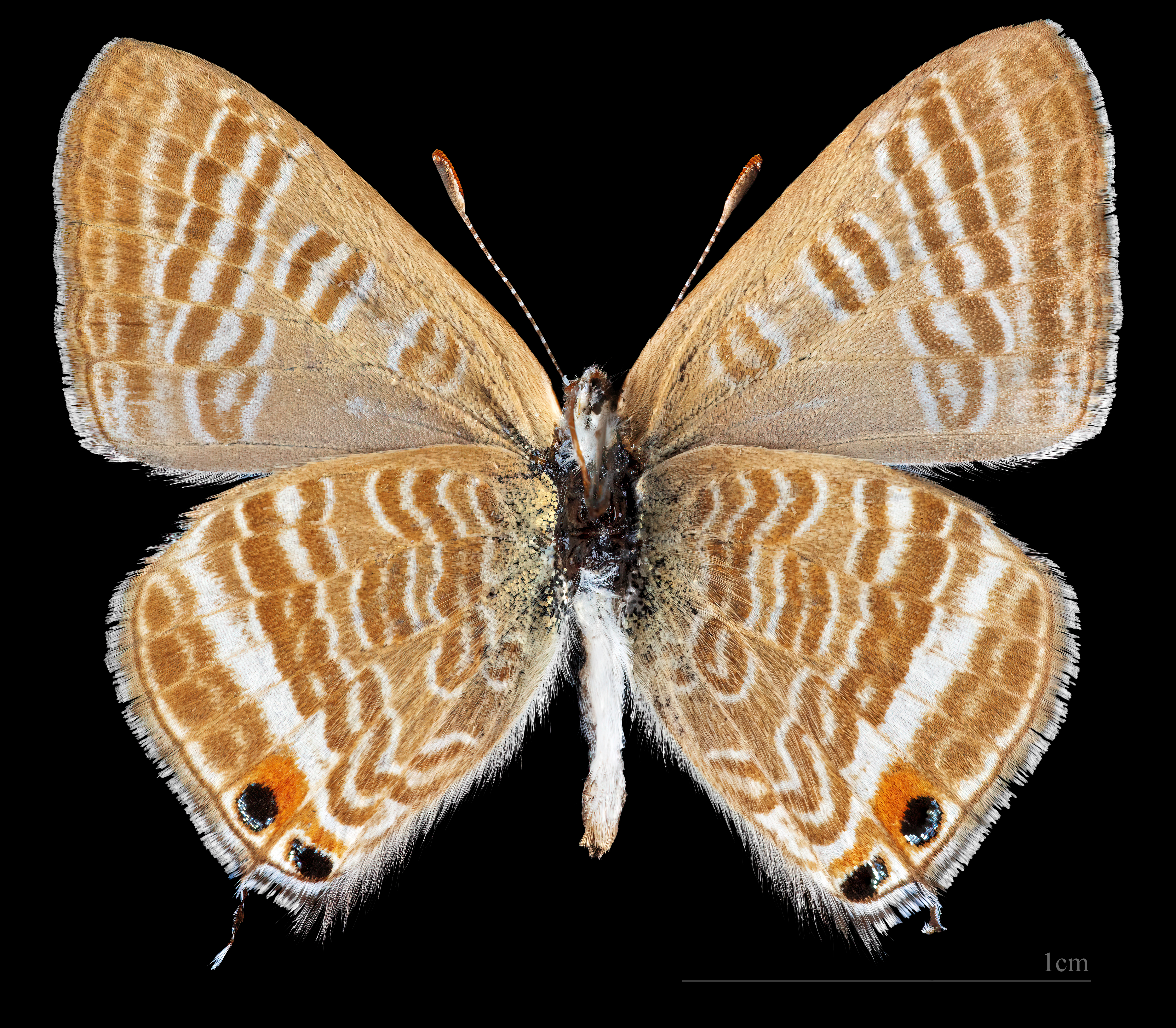
Lampides boeticus ♂  △

## Bildgalleri

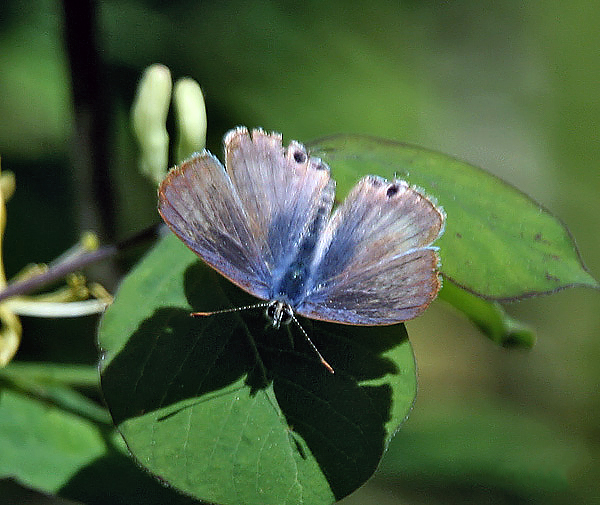
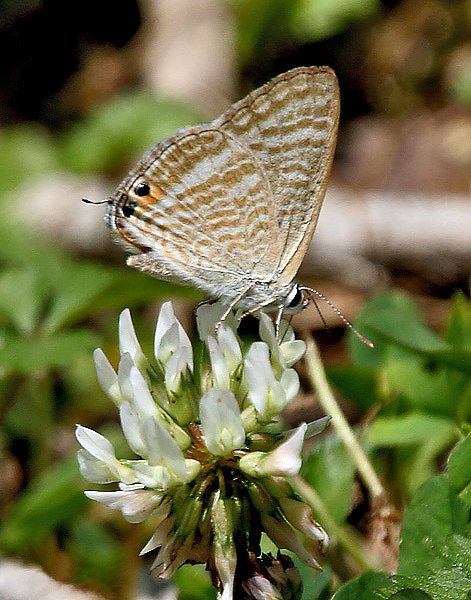
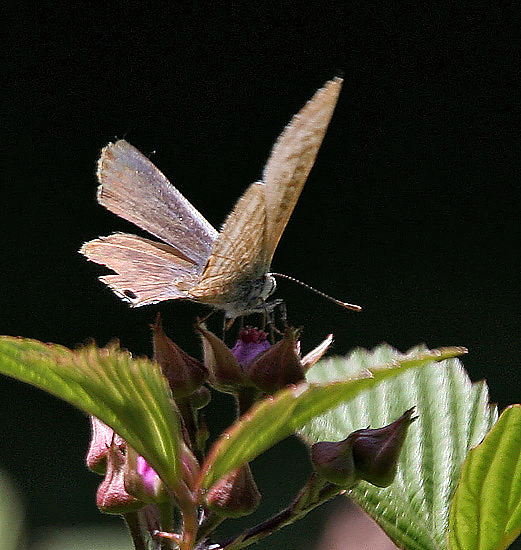
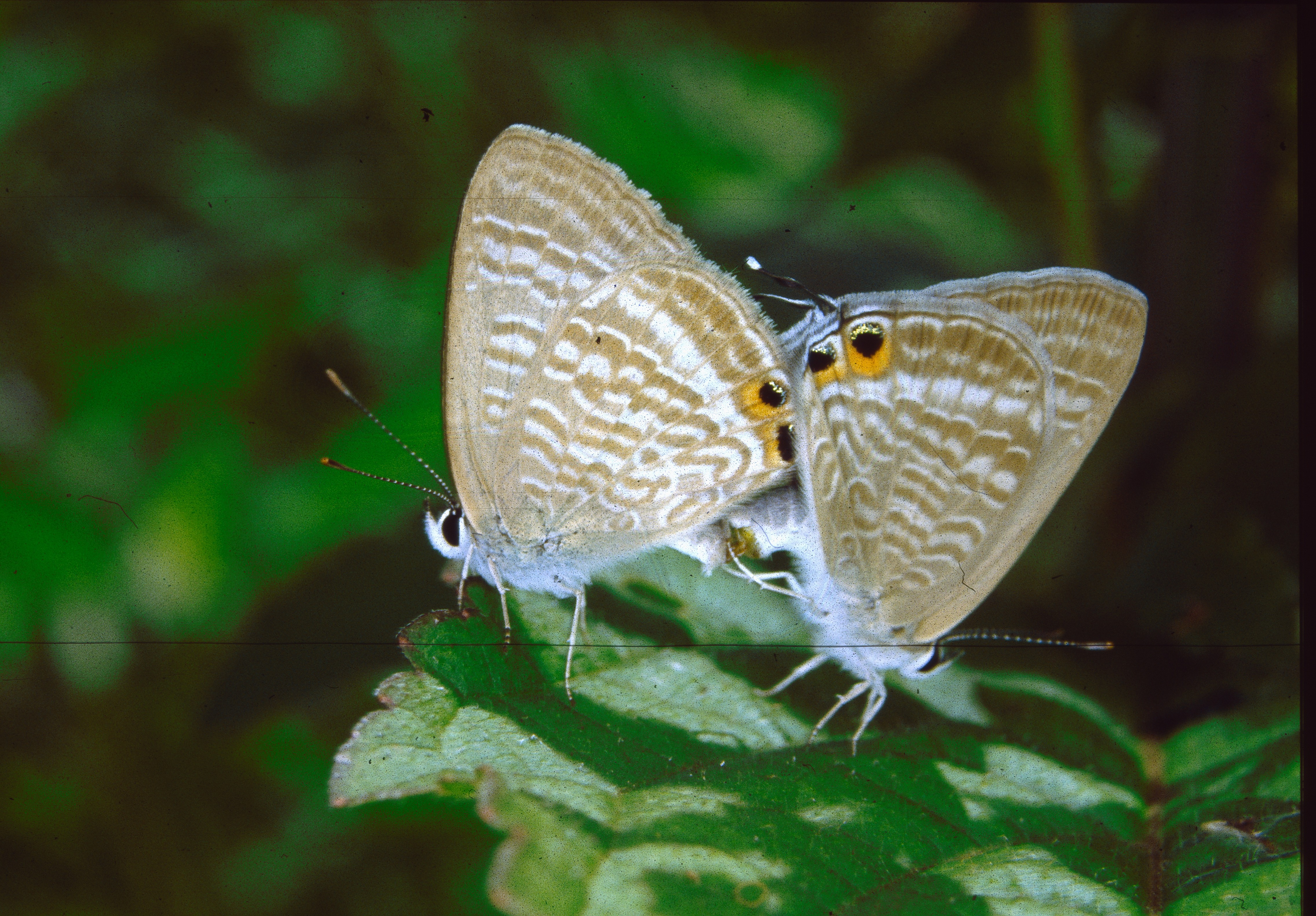